# Cucq
Cucq è un comune francese di 5 300 abitanti situato nel dipartimento del Passo di Calais nella regione dell'Alta Francia.
Qua è nato il cestista Michael Stewart.

## Società

### Evoluzione demografica
Abitanti censiti